# Astronomija u 613. pr. Kr.
◄◄ | ◄ | 616. pr. Kr. | 615. pr. Kr. | 614. pr. Kr. | 613. pr. Kr.  | 612. pr. Kr. | 611. pr. Kr. | 610. pr. Kr. | ► | ►►
Astronomija
Astronomija u 613. pr. Kr.

## Svijet

### Otkrića
- Prvo zabilježeno i moguće viđenje Halleyjeva kometa. Zabilježen u Kini. Viđenje odudara sedam godina od kalkulirana prolaska, iz čega je moguće zaključiti da se radi o nekom drugom kometu ili o vrlo velikoj pogrešci u izračunu.[1]

## Vanjske poveznice
|  | Zajednički poslužitelj ima još gradiva o temi Astronomija u 613. pr. Kr. |